# Pergamí de Chinon
El pergamí de Chinon és un document històric, descobert el setembre de 2001 per Barbara Frale, una paleògrafa italiana a l'Arxiu Secret Vaticà, que afirma que el 1308 el papa Climent V va absoldre en secret l'últim gran mestre Jacques de Molay i la resta de la direcció dels cavallers templers de l'acusació formulada contra ell per la Inquisició medieval. El pergamí de Chinon està datat del 17 al 20 d'agost de 1308 i va ser escrit per Bérenger, cardenal sacerdot de SS. Nereo i Achileus, Stephanus, cardenal sacerdot de Sant Ciriaco en Thermis i Landolfo, cardenal diaca de Sant'Angelo en Pescheria; el Vaticà manté una còpia autèntica, amb número de referència Archivum Arcis armarium D 218.

## Història
El document conté l'absolució impartida per Climent V a l'últim gran mestre del Temple, el frare Jacques de Molay, i als altres caps de l'orde després que aquests últims fessin acte de penitència i sol·licitessin el perdó de l'Església; després de l'abjuració formal, obligatòria per a tots aquells sobre els quals recaigués la sospita d'heretgia, els membres de l'estat major templer serien reintegrats en la comunió catòlica i readmesos per rebre els sagraments. Pertanyent a la primera fase del judici contra els templers, quan Climent V encara estava convençut de poder garantir la supervivència de l'orde religiós i militar, el document respon a la necessitat apostòlica d'eliminar d'entre els frares guerrers la infàmia de l'excomunió a causa de les seves declaracions i confessions "falses" arrencades sota tortura en admetre que havien renegat de Jesucrist sota la supervisió de l'inquisidor francès, seguint les ordres de Felip IV.
Com confirmen diferents fonts de l'època, el papa va comprovar que entre els templers s'havien insinuat greus formes de mals costums i va planificar una reforma radical de l'orde per després fondre'l en una única institució amb un altre gran orde religiosomilitar, el dels Hospitalaris. L'acte de Chinon, supòsit necessari per a la reforma, però, es va quedar en paper mullat. La monarquia francesa va reaccionar i així va posar en marxa un veritable mecanisme de xantatge que obligarà seguidament Climent V a fer un pas definitiu durant el concili de Viena (1312): en no poder oposar-se a la voluntat de Felip IV el Bell, rei de França, que imposava l'eliminació dels templers, el papa, un cop escoltat el dictamen dels pares conciliars, va decidir suprimir l'orde «amb norma irreformable i perpètua» (butlla Vox in excels, 22 de març de 1312).
Climent V especifica, però, que aquesta soferta decisió no constitueix un acte de condemna per heretgia, al qual no s'hauria pogut arribar sobre la base de les diferents investigacions realitzades en els anys anteriors al concili. Per pronunciar una sentència definitiva, per tant, hauria estat necessari un procés regular que considerés entre altres coses l'exposició dels arguments de la defensa per part de l'orde. Però l'escàndol suscitat per les infamants acusacions dirigides als templers (heretgia, idolatria, homosexualitat i pràctiques obscenes) hauria dissuadit qualsevol, segons el pontífex, de portar la vestimenta templera i, d'altra banda, una dilació en la decisió sobre aquestes qüestions hauria produït la dilapidació d'ingents riqueses ofertes pels cristians a l'orde, encarregat de córrer en ajuda de Terra Santa per combatre els enemics de la fe. L'atenta consideració d'aquests perills, juntament amb les pressions per part francesa, van convèncer el papa de suprimir l'orde dels Cavallers del Temple, igual que en el passat, i per motivacions menors, havia succeït en ordes religiosos d'importància.

## Significat
No és fàcil esbrinar el significat del pergamí de Chinon. Si ens atenim a la seva datació històrica, sembla clar que està redactat en un moment de dubte del papa Climent V, en un moment en què va decidir paralitzar tot el procés contra els templers.
No obstant això, atenent a la cronologia següent es pot reconstruir el fons dels fets històrics:
- 5 de juliol de 1308: Climent V emet la butlla Subit assiduae per la qual restitueix als inquisidors els poders que els havia "sostret". No obstant això es reserva el judici de l'orde en conjunt i l'audiència al mestre general i als cinc dignataris presos a França.
- 12 d'agost de 1308: Climent V emet la butlla Facians misericordiam per la qual confirma la devolució de jurisdicció als inquisidors perquè instrueixin la causa seguida contra cadascun dels templers i com s'ha de seguir aquesta. Envia a les diferents diòcesis el document on s'exposen els 87 articles d'acusació formulats contra l'orde sobre els quals hauran de ser interrogats els templers. Emissió de la butlla Regnans in coelis per la qual es convoca un concili a celebrar a Viena l'1 d'octubre de 1310 que a la vista dels resultats obtinguts pronunciarà sentència sobre la continuïtat o dissolució de l'orde.

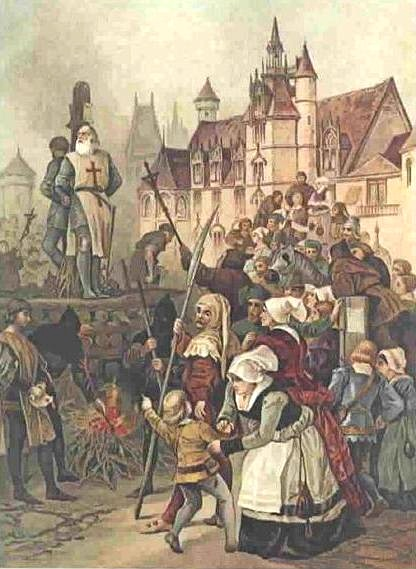
Execució de Jacques de Molay

- 30 de desembre de 1308: Climent V escriu a Jaume II d'Aragó urgint la captura dels últims templers que encara resistien i el seu lliurament als respectius bisbes per ser interrogats.
- 3 d'abril de 1312: butlla Vox in Excels, aprovada en la segona sessió del concili de Viena:

| « | […] Per tant, amb cor trist, no per sentència definitiva, sinó mitjançant provisió apostòlica o ordenança, suprimim, amb l'aprovació del sacre concili, l'orde dels templers, i la seva regla, hàbit i nom, mitjançant un decret inviolable i perpetu, i prohibim enterament que ningú, d'ara endavant, entre a l'orde o rebi o utilitzi el seu hàbit o presumeixi de comportar-se com un templer. Si algú actuava en aquest sentit, incorre automàticament en excomunió. | » |

- 2 de maig de 1312. Es publica la butlla Ad Providam, disposant els béns de l'orde del Temple a favor de l'orde de l'Hospital, o de Malta.

De tot això cal inferir que el document de Chinon va ser redactat en un moment en el qual el papa estava immers en una sèrie de dubtes. Mesos abans havia deixat sense poders els inquisidors i de forma contemporània al pergamí de Chinon. No obstant això, les pressions que va haver de rebre per part dels reis de la cristiandat el van portar al final a no publicar oficialment aquest pergamí. Finalment el 1314 Jacques de Molay va ser cremat viu davant de la catedral de Notre Dame, on novament va tornar a retractar-se, en forma pública, de totes les acusacions que s'havia vist obligat a admetre.